# Park Narodowy Gorongosa
Park Narodowy Gorongosa – park narodowy zlokalizowany w centralnej części Mozambiku, w południowej części Wielkiego Rowu Wschodniego. Znajduje się w prowincji Sofala.

## Historia
Początkowo w 1920 roku utworzono rezerwat o wielkości 1000 km². Następnie w 1935 rozszerzono obszar parku do 3500 km², żeby ochroną objąć kolejne chronione gatunki. Kolejne rozszerzenie miało miejsce w 1960 roku. Park wtedy osiągnął 5300 km², jednak już 6 lat później zredukowano jego powierzchnię do 3770 km². Zmniejszone tereny posłużyły lokalnym farmerom. 
W roku 1969 wykonano spis zwierząt w parku. Naliczono 200 lwów, 2200 słoni, 14 000 bawołów, 5500 antylop gnu, 3000 zebr, 3500 Kob śniady, 2000 impali 3500 hipopotamów. Ponadto zaobserwowano stada elandów oraz ponad 500 bawolców krowich. W 1994 roku ponownie przeprowadzono badanie liczebności zwierząt i zaobserwowano znaczący spadek wszystkich gatunków, który był spowodowany wojną domową w Mozambiku.